# Markowa (województwo podkarpackie)

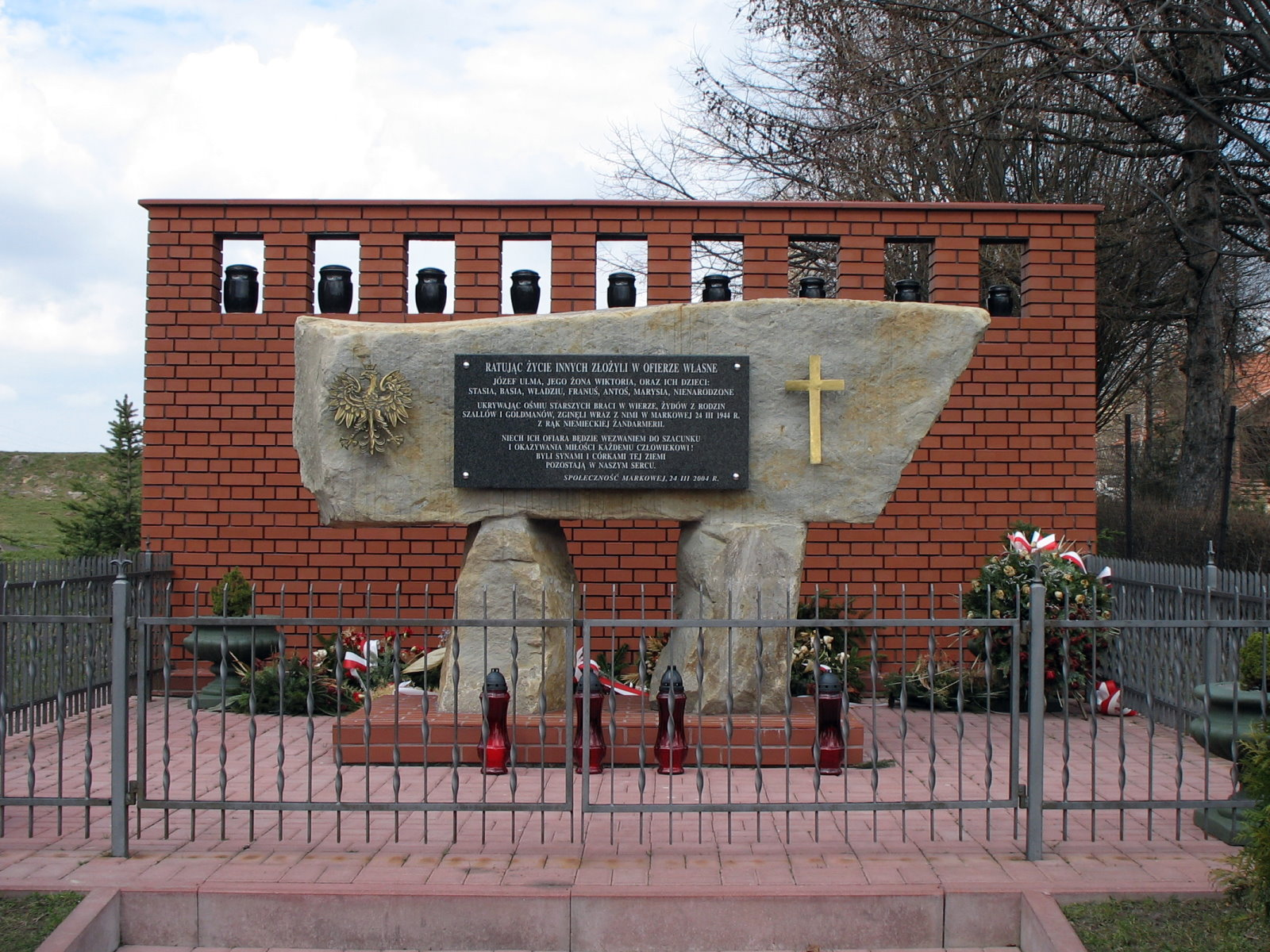
Pomnik rodziny Ulmów (2006 r.)

Markowa – wieś w Polsce, położona w województwie podkarpackim, w powiecie łańcuckim, w gminie Markowa, na szlaku architektury drewnianej. Siedziba gminy Markowa.
W latach 1954–1972 wieś należała i była siedzibą gromady Markowa, następnie gminy Markowa. W latach 1975–1998 wieś administracyjnie należała do województwa rzeszowskiego.

## Integralne części wsi
| SIMC    | Nazwa           | Rodzaj    |
| ------- | --------------- | --------- |
| 0655400 | Cierpisz        | część wsi |
| 0655416 | Fleszarówka     | część wsi |
| 0655422 | Folwarczne      | część wsi |
| 0655439 | Górki           | część wsi |
| 0655445 | Górna Karczma   | część wsi |
| 0655451 | Kazimierz       | część wsi |
| 0655468 | Krzyżówka       | część wsi |
| 0655474 | Nizina          | część wsi |
| 0655480 | Przemyśl        | część wsi |
| 0655497 | Średnia Karczma | część wsi |
| 0655505 | Zagumnie        | część wsi |

## Historia
Wieś lokowana na surowym korzeniu, na co wskazuje karczunkowy charakter osadnictwa, gdzie zwarte obszary leśne na tym terenie w średniowieczu ciągnęły się od Łańcuta aż po Handzlówkę, lokowaną w roku 1381. Markowa była lokowana w XIV w. jako Markhof na prawie niemieckim i zasiedlona osadnikami z Górnej Saksonii, Łużyc i Dolnego Śląska, sprowadzanymi przez Kazimierza Wielkiego po przyłączeniu tych ziem do Korony. Kolejna fala osadników przybyła tu ok. roku 1571 o czym wspomina Ignacy Krasicki w jednym z komentarzy do herbarza Kacpra Niesieckiego (zob. Głuchoniemcy). W 1450 roku właścicielem był Jan z Pilczy syn Elżbiety Granowskiej trzeciej żony Władysława Jagiełły. Właścicielami Markowej byli w XV w. Pileccy, potem Stadniccy, Korniaktowie, Lipscy, Bratkowscy i Lubomirscy. W 1624 roku na wieś napadli Tatarzy i wzięli w jasyr 900 osób. Ofiary jasyru zostały odbite przez hetmana Stanisława Koniecpolskiego podczas pogromu ordy Kantymira Murzy pod Martynowem nad Dniestrem. W Markowej istniał niewielki folwark, rozparcelowany przez Lubomirskich w 1926 roku. Na pocz. XX w. powstały we wsi: kółko rolnicze, kasa pożyczkowa, straż pożarna, kółko teatralne, a w latach międzywojennych spółdzielnia mleczarska i pierwsza w Polsce spółdzielnia zdrowia (niestety żaden lekarz nie chciał pracować na wsi).
Przed wybuchem II wojny światowej w Markowej mieszkało około 120 Żydów. Wielu zostało wymordowanych w okresie niemieckiej okupacji. Po wojnie z terenu Markowej ekshumowano szczątki 49 Żydów. Do 27 lipca 1944 roku, kiedy to Markowa została zajęta przez Armię Czerwoną, w ukryciu u polskich rodzin przetrwało 21 żydowskich uciekinierów. Dziewięcioro mieszkańców wsi odznaczono medalem „Sprawiedliwy wśród Narodów Świata”.

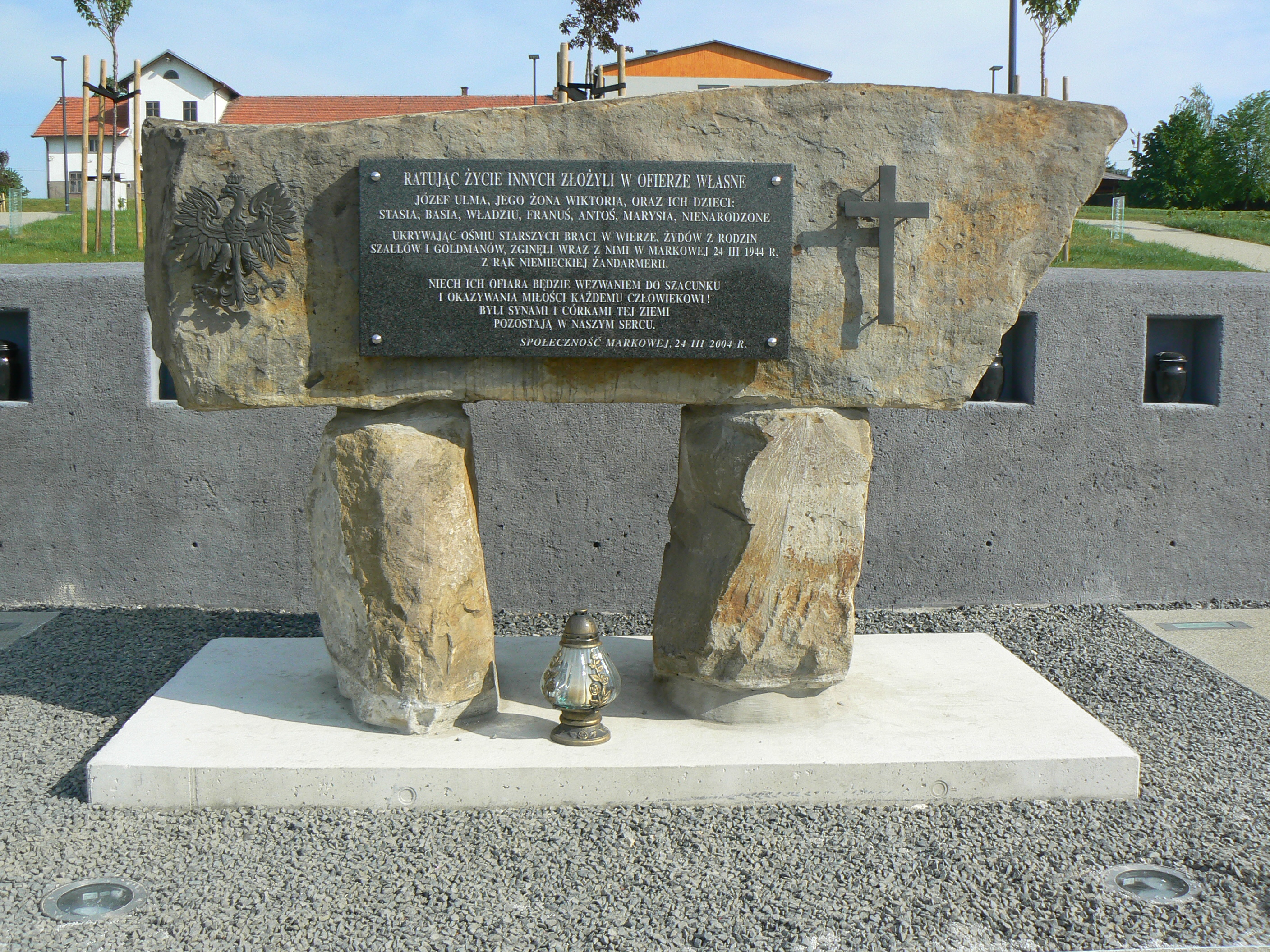
Pomnik rodziny Ulmów (2018 r.)

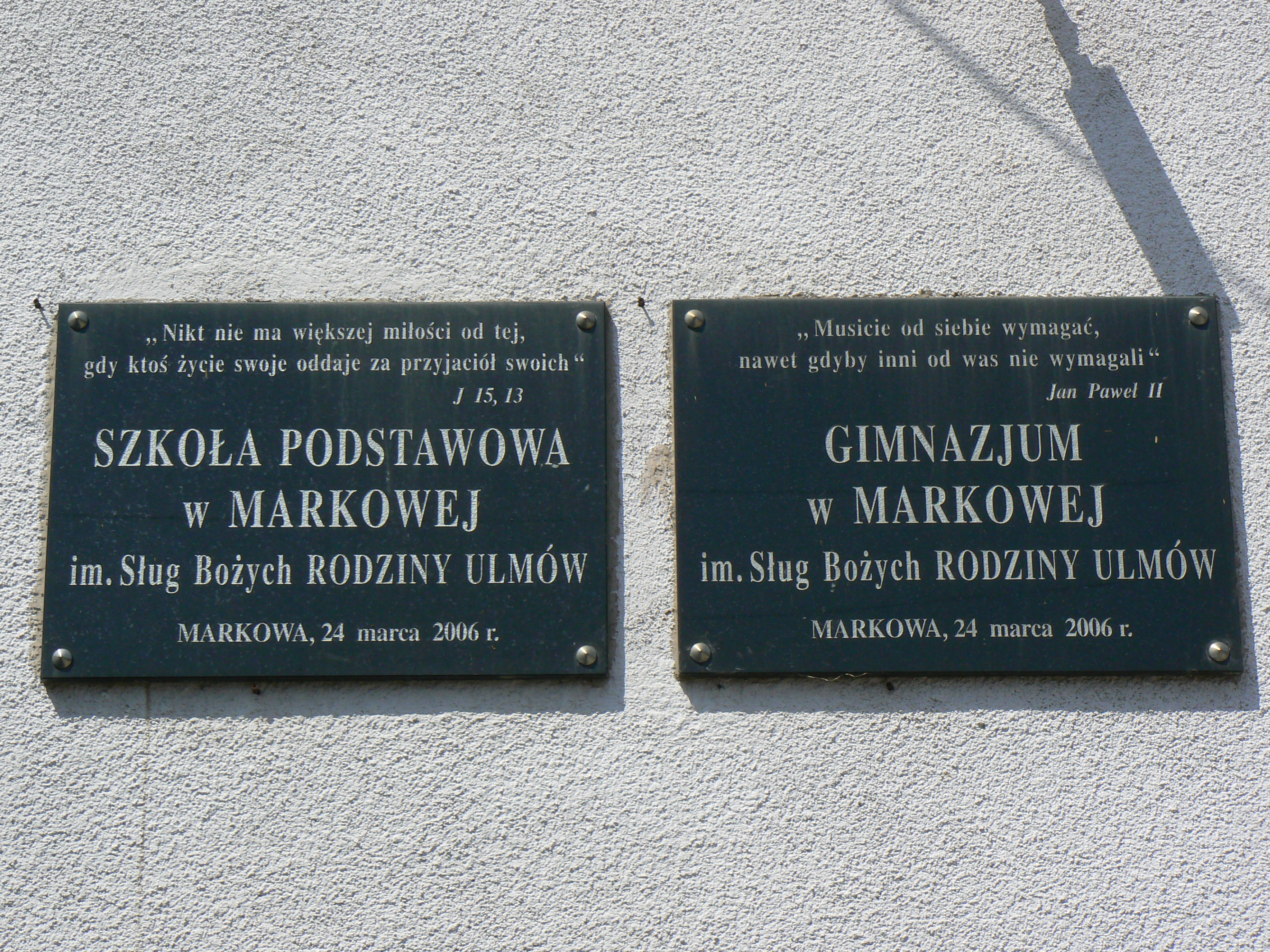
Tablice na budynku szkoły podstawowej oraz gimnazjum w Markowej

24 marca 1944 r. niemieccy żandarmi i policjanci granatowi rozstrzelali polską, ośmioosobową rodzinę Józefa i Wiktorii Ulmów oraz ukrywanych przez nich w domu ośmioro Żydów z rodzin Szallów i Goldmanów. Wydarzenie to upamiętnia odsłonięty w 2004 r. pomnik, znajdujący się przy drodze do skansenu, a także Muzeum Polaków Ratujących Żydów podczas II wojny światowej im. Rodziny Ulmów, które otwarto 17 marca 2016 roku.
W 70. rocznicę zbrodni katyńskiej uchwałą rady gminy Markowa z 25 kwietnia 2010 ufundowano tablicę oraz dęby pamięci bohaterów pomordowanych przez NKWD. Major Antoni Flejszar, kpt. Władysław Ciekot, oraz porucznik rez. Franciszek Majewski pracowali w przeszłości i byli związani z gminą Markowa.

## Toponimika nazwy
Najstarsza, zachowana wzmianka o wsi (wtedy Markenhof) pochodzi z listu biskupa Demetriosa do kapituły przemyskiej, pisanego w 1384 r., zachowanego w przemyskim Archiwum Diecezjalnym.
Niemiecka kolonia, początkowo Markenhow, podobnie jak sąsiednie wsie z końcówkami na -hau/how oznaczające w języku niemieckim porębę; np. pobliska Henselshow, Albigowa (Helwygheshow), Husowa (Langenkow) oraz Sonina (Schonerwald).

## Etnografia wsi
Na terenie gminy Markowa zachowała się stosunkowo duża liczba drewnianych domów pochodzących z XIX w. i początku XX w. Reprezentacyjne i najlepiej zachowane przykłady tego typu budownictwa znajdują się na terenie skansenu w Markowej, zorganizowanego w latach 80. XX w. z inicjatywy mieszkańców wsi.

### Zabytki

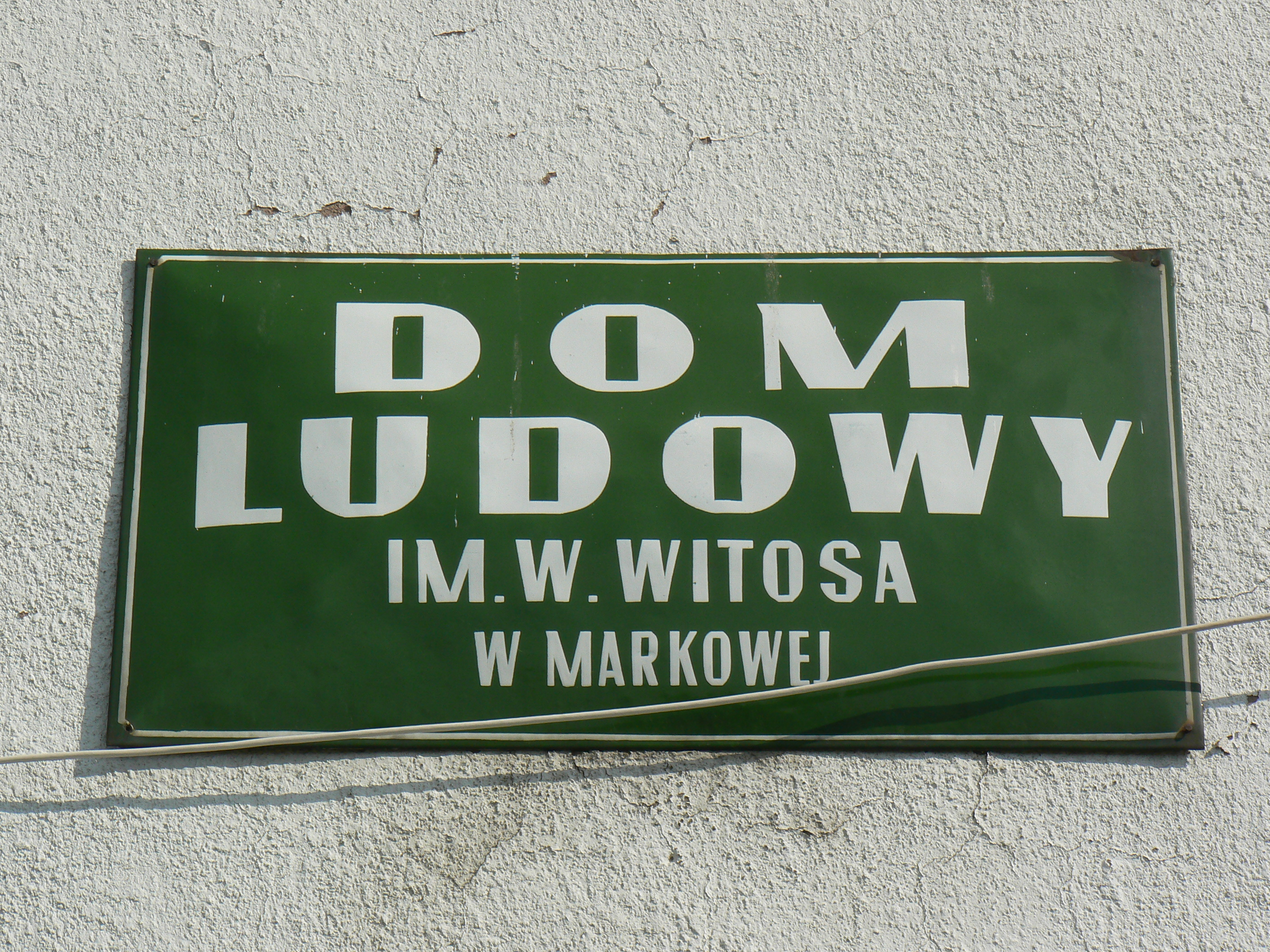
Tablica znajdująca się na Domu Ludowym w Markowej

Znajdują się tu m.in. następujące zabytki:
- Chałupa kmieca konstrukcji przysłupowej z 1874 r.
- Stajnie z zagrody kmiecej z końca XIX w. konstrukcji zrębowej
- Stodoła konstrukcji słupowej z przełomu XIX-XX w. z wozownią
- Spichlerz z końca XIX w., zwany w Markowej „sołkiem”
- Wiatrak-koźlak z poł. XX w. (czynny).
- Chałupa „biedniacka” z chlewikiem, pochodzące z 1905 r.
- Ule skrzyniowe, kryte strzechą
- Kierat i studnia z żurawiem, wykonane współcześnie na wzór występujących niegdyś w Markowej tego typu urządzeń.
- Kuźnia, zrekonstruowana w oparciu o zachowane archiwalia
- Szkoła ludowa, zbudowana po I wojnie światowej i przeniesiona tu w roku 2004.

Do miejsc wartych zobaczenia należy neogotycki kościół pw. Św. Doroty wybudowany w 1910 roku na miejscu dwóch poprzednich drewnianych świątyń. Wewnątrz ołtarz projektu Stanisława Majerskiego, w ołtarzach bocznych z 1935 r. obrazy z XVII–XVIII w. Polichromię wykonał Stanisław Jakubczyk w 1973 r.

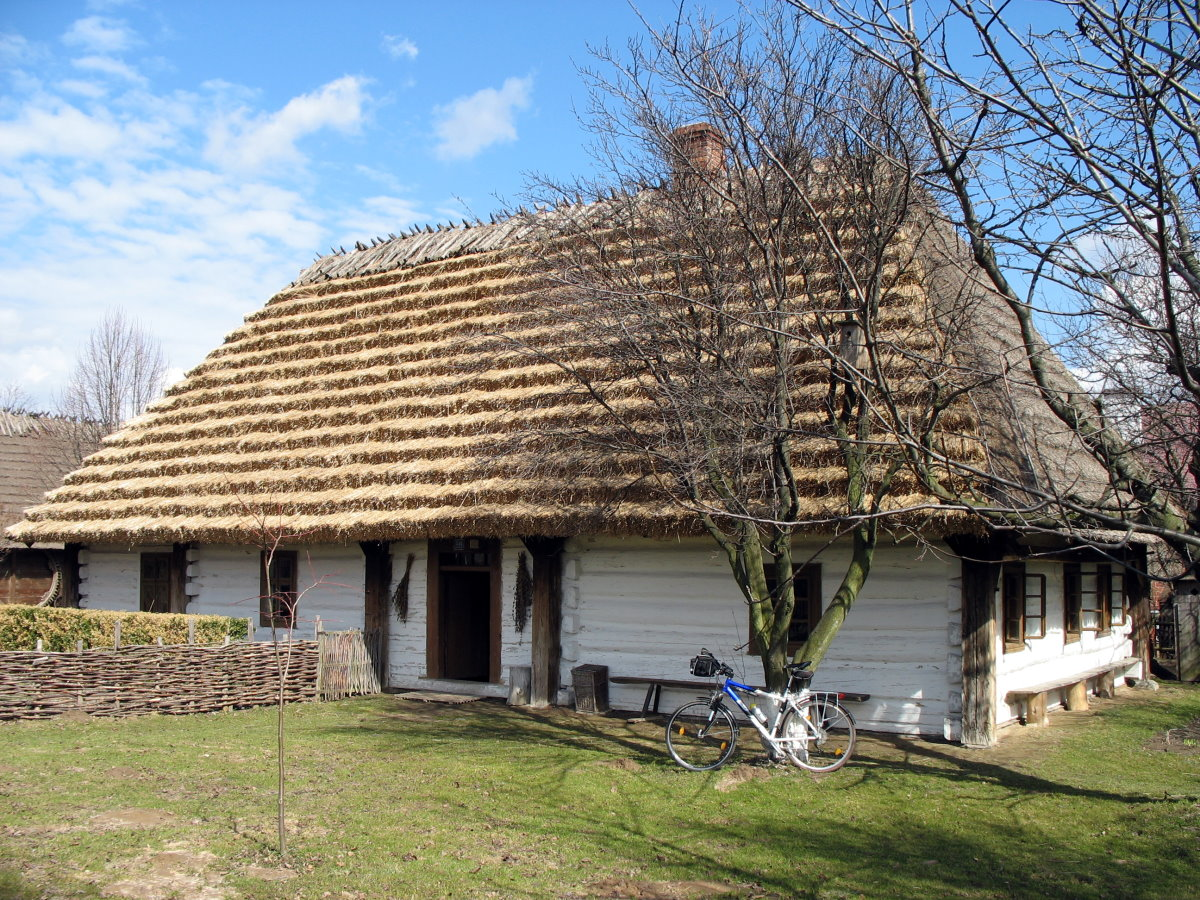
Chałupa przysłupowa
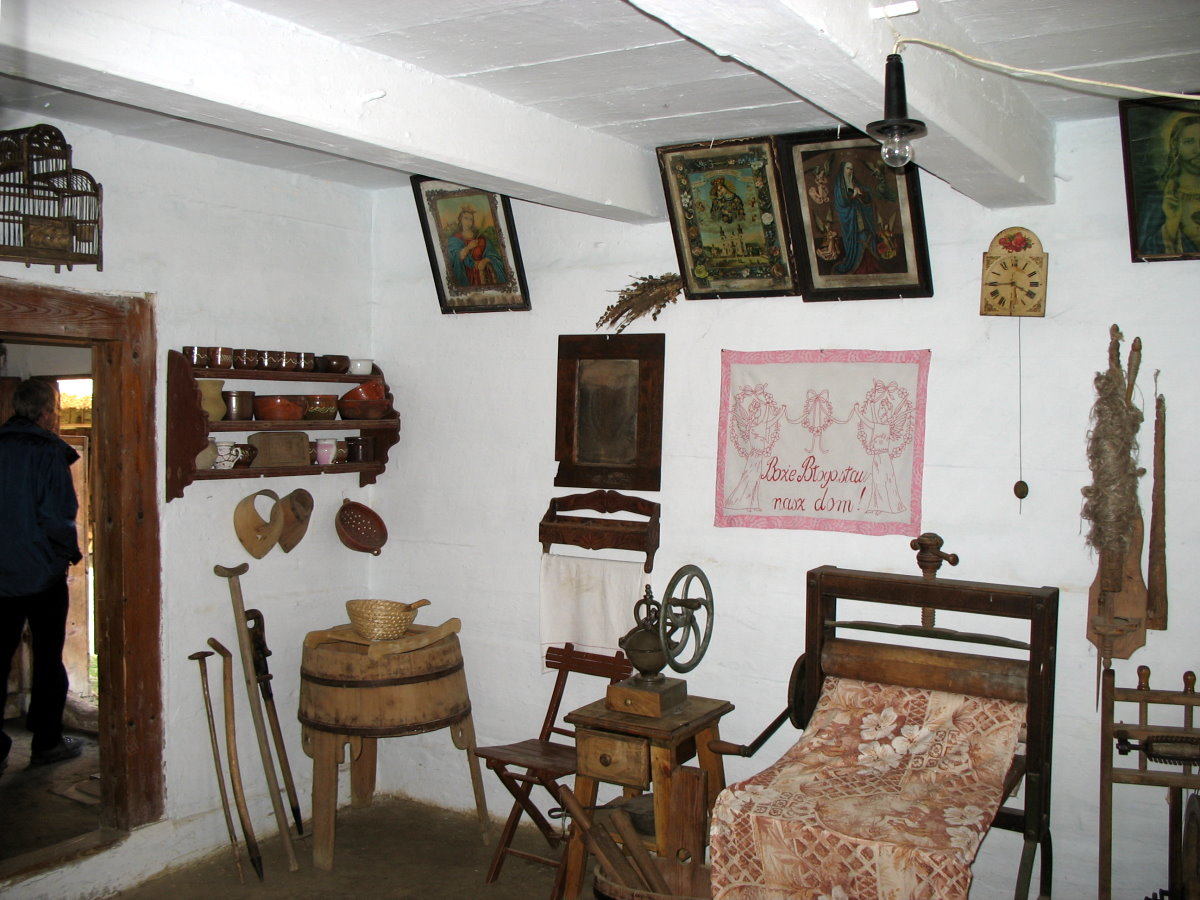
Wnętrze chałupy
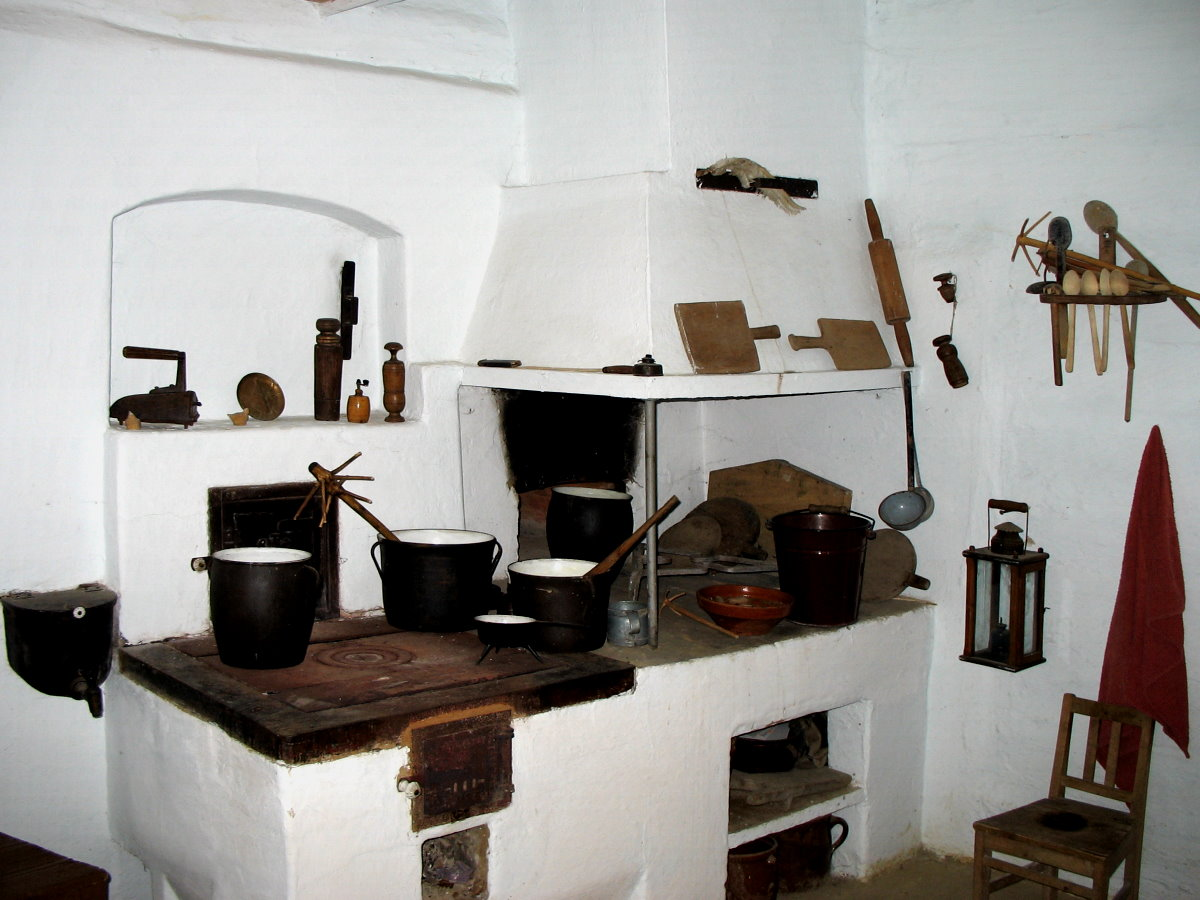
Piec kuchenny
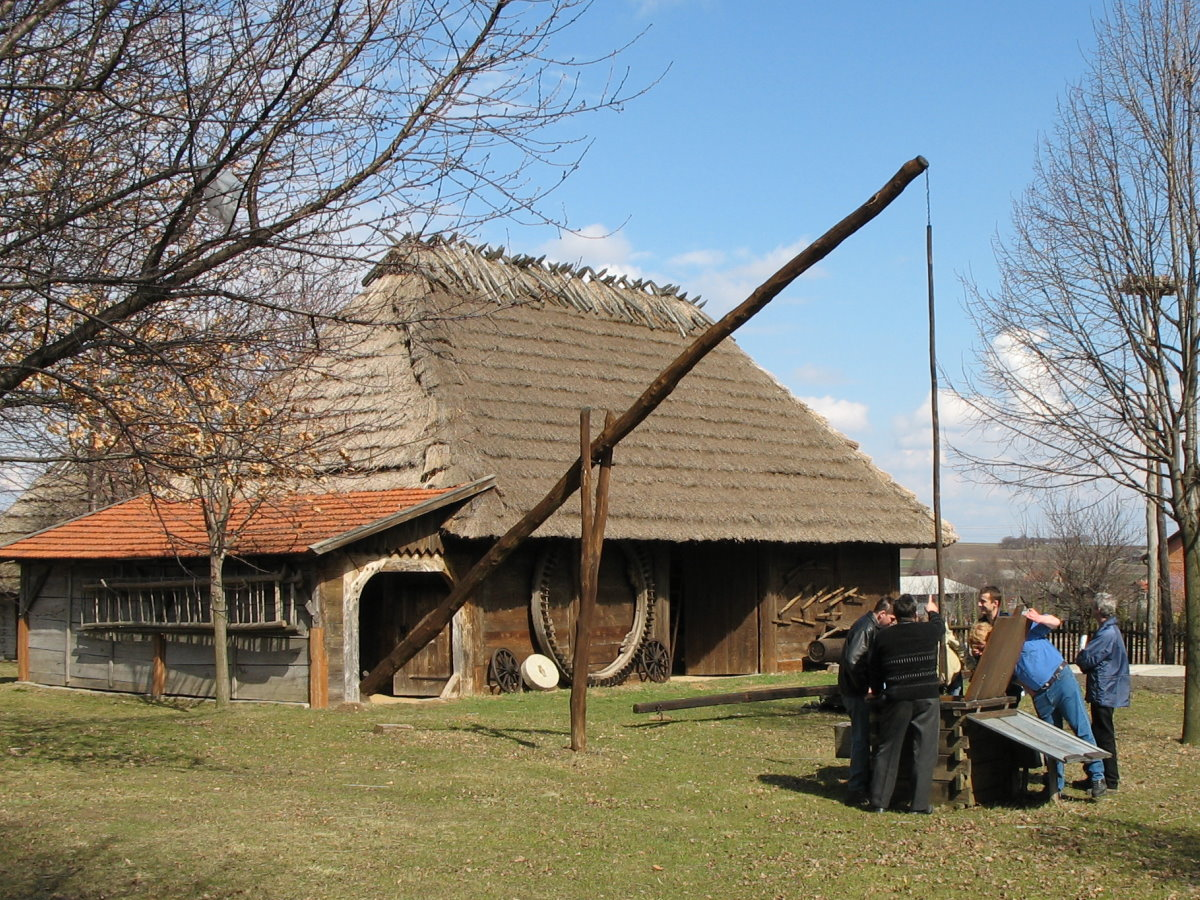
Studnia i stodoła
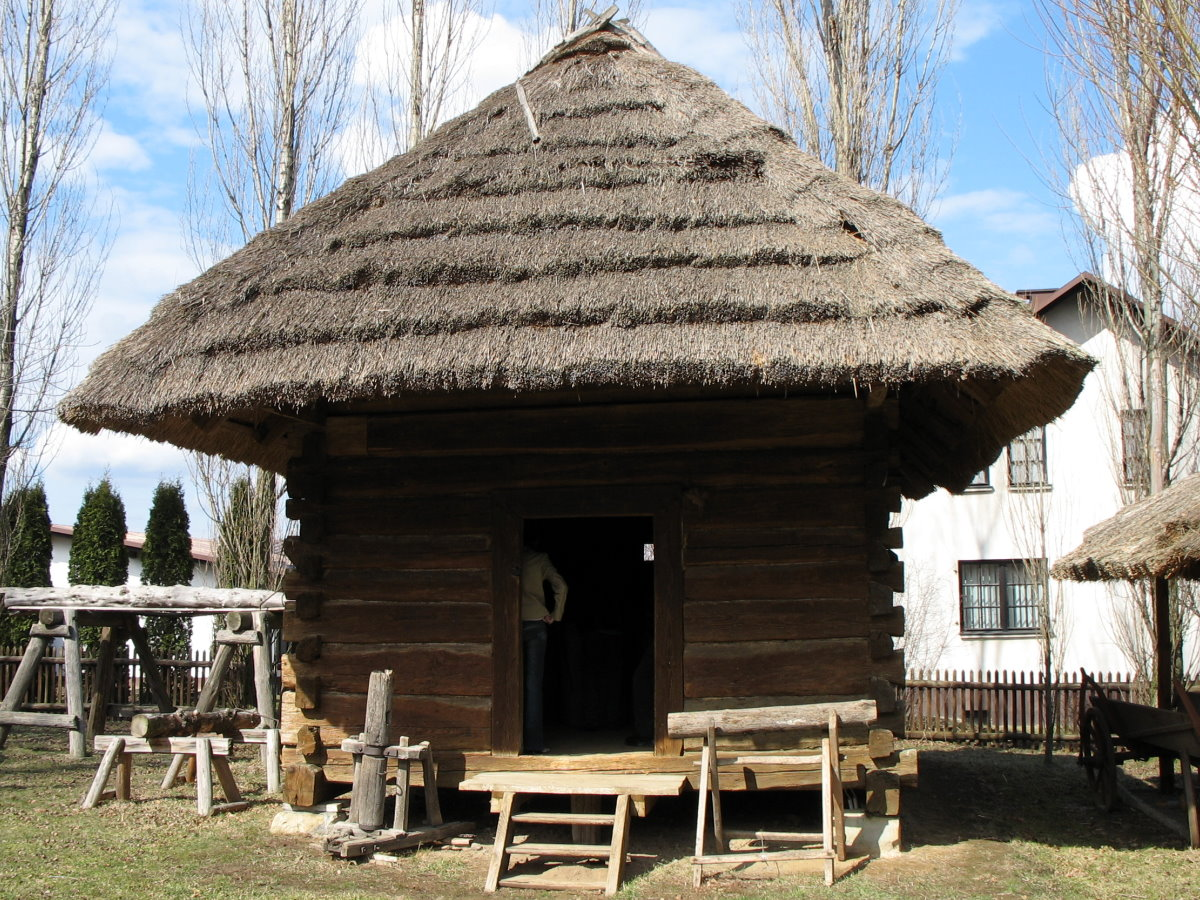
Spichlerz („sołek”)
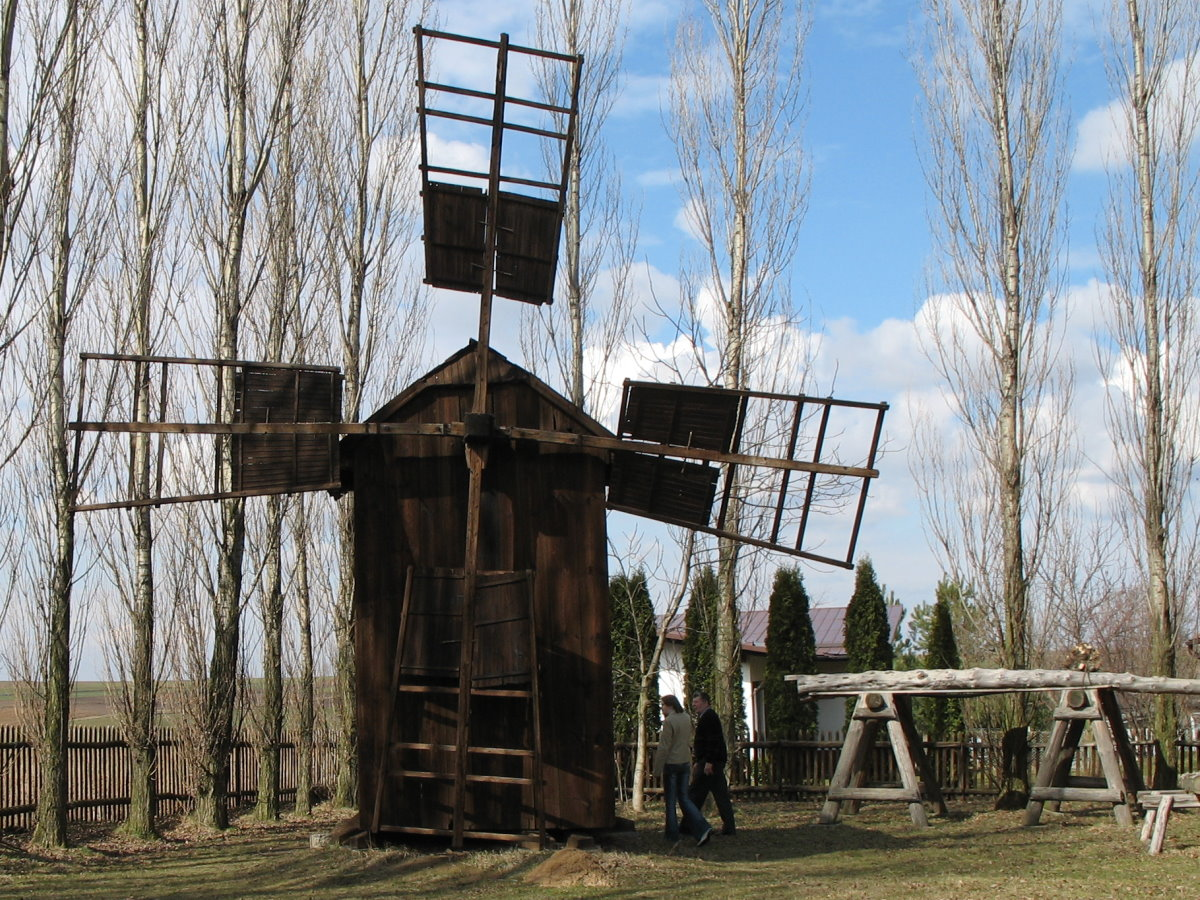
Wiatrak „koźlak”
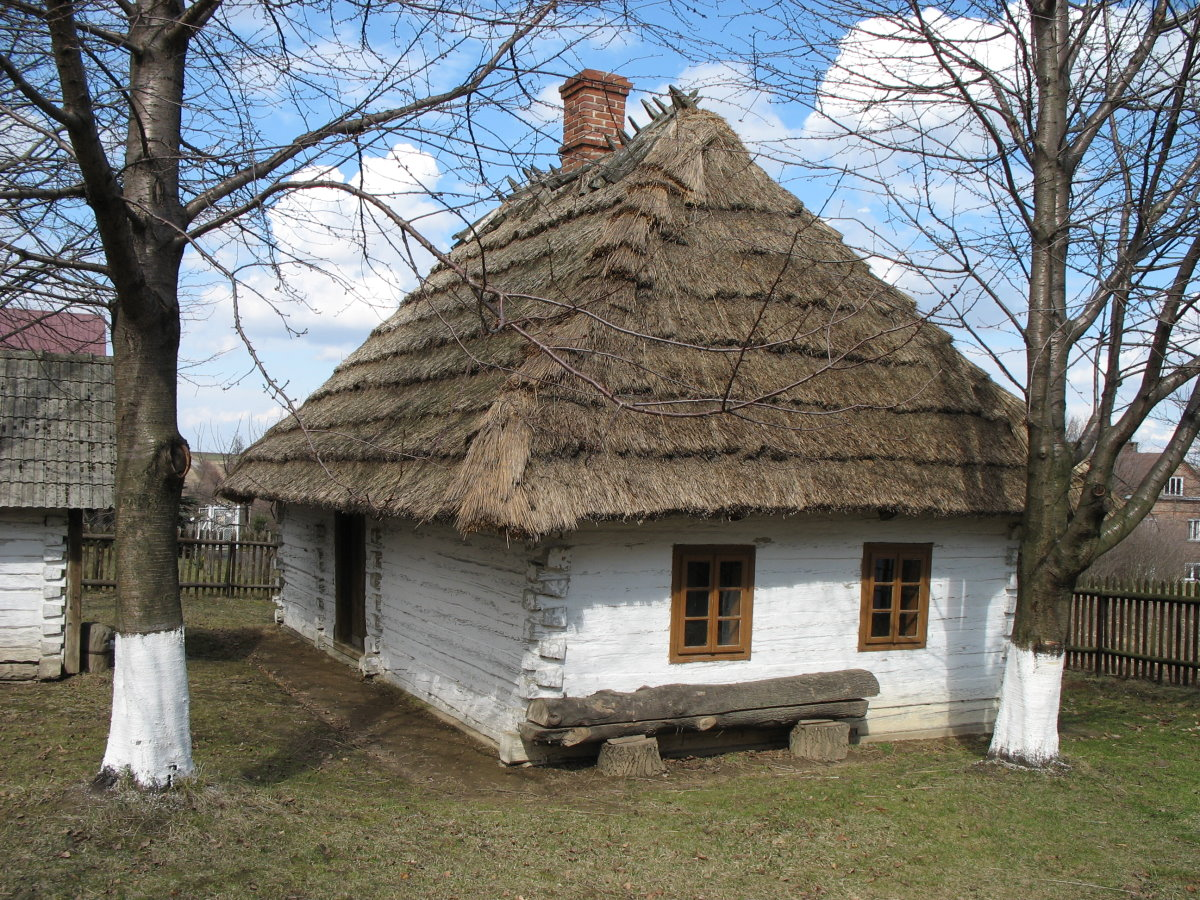
Chata „biedniacka”
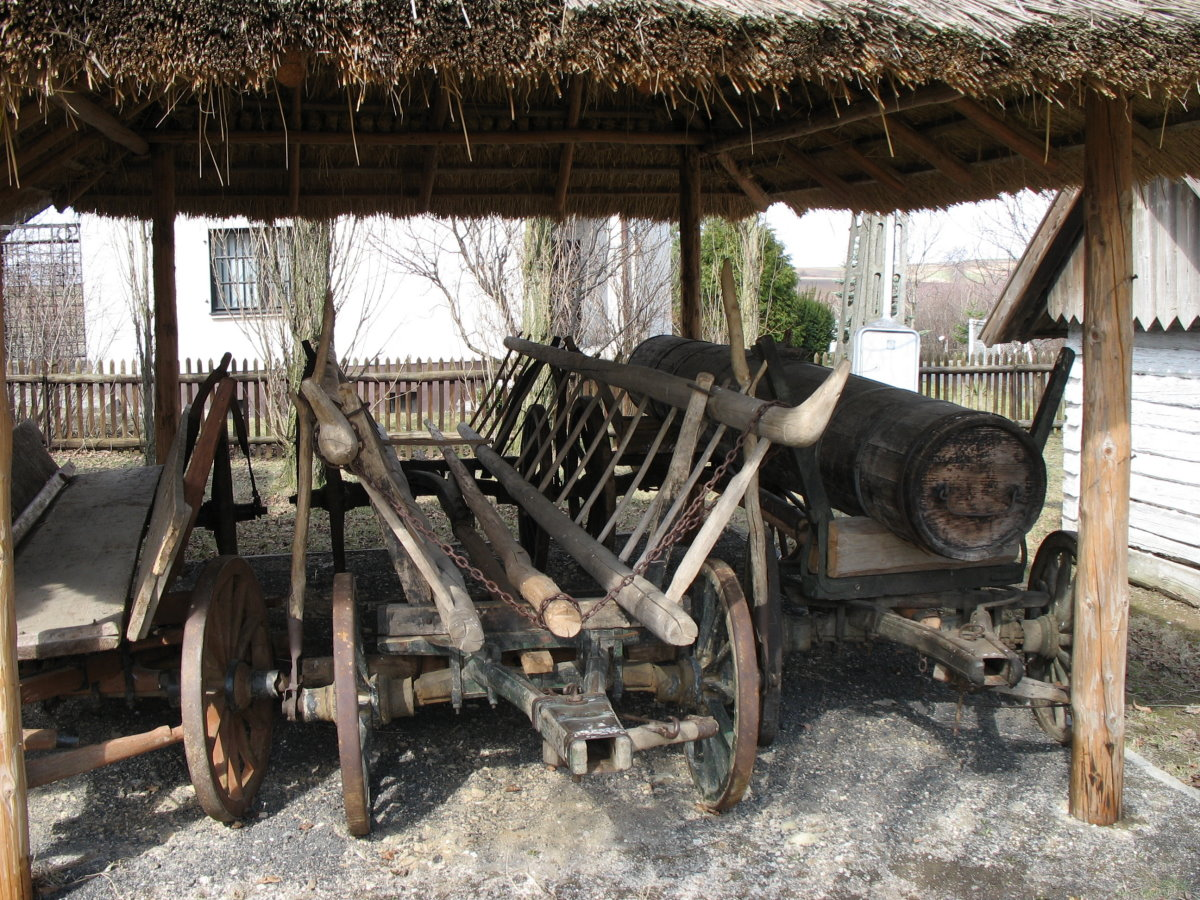
Wozownia

## Religia
Na terenie wsi działalność duszpasterską prowadzą:
- Kościół rzymskokatolicki
  - parafia św. Doroty
- Kościoły protestanckie:
  - Kościół Adwentystów Dnia Siódmego
    - zbór w Markowej